# Superstitious
Superstitious, utgiven 1988, är Europes första singel från albumet Out of This World, och den största hitlåten från det albumet. "Superstitious", skriven av Joey Tempest, var den låt som skulle följa upp megasuccén "The Final Countdown" från 1986. På baksidan av denna singel finns "Lights and Shadows". Singeln nådde stora framgångar, framförallt i USA. 
Inspelningen av musikvideon ägde rum på ett gammalt slott på Long Island utanför New York. Regisserade gjorde Nick Morris. I videon är det mycket eld och explosioner.

## Listplaceringar
| Lista (1988)  | Topplacering |
| ------------- | ------------ |
| Sverige       | 1            |
| Norge         | 1            |
| Finland       | 3            |
| Schweiz       | 9            |
| Nederländerna | 10           |
| Italien       | 10           |
| Sydafrika     | 12           |
| Tyskland      | 21           |
| Nya Zeeland   | 22           |
| Irland        | 24           |
| Australien    | 28           |
| USA           | 31           |
| Frankrike     | 33           |
| England       | 34           |
| Kanada        | 35           |
| Australien    | 45           |

## Musiker
- Joey Tempest - sång
- Kee Marcello - gitarr
- John Levén - bas
- Mic Michaeli - klaviatur
- Ian Haugland - trummor

### Fotnoter
1. ↑  ”Listplacering”. Arkiverad från originalet den 13 mars 2012. https://web.archive.org/web/20120313030153/http://www.australian-charts.com/showitem.asp?interpret=Europe&titel=Superstitious&cat=s. Läst 26 augusti 2011.
2. 1 2 3 4 5 6  ”Listplacering”. Arkiverad från originalet den 3 maj 2012. https://web.archive.org/web/20120503105918/http://www.norwegiancharts.com//showitem.asp?interpret=Europe&titel=Superstitious&cat=s. Läst 26 augusti 2011.
3. ↑  ”Listplacering”. http://dutchcharts.nl/showitem.asp?interpret=Europe&titel=Superstitious&cat=s. Läst 26 augusti 2011.
4. 1 2 3 4 5 6  ”Listplacering”. Arkiverad från originalet den 11 mars 2014. https://web.archive.org/web/20140311004117/http://www.charts.org.nz/showitem.asp?interpret=Europe&titel=Superstitious&cat=s. Läst 26 augusti 2011.
5. ↑  ”Listplacering”. http://hitparade.ch/showitem.asp?interpret=Europe&titel=Superstitious&cat=s. Läst 26 augusti 2011.
6. ↑  ”Listplacering”. http://hitparad.se/showitem.asp?interpret=Europe&titel=Superstitious&cat=s. Läst 26 augusti 2011.